# Helen Thomas
Helen Amelia Thomas (Winchester, 4 d'agost de 1920 – Washington DC, 20 de juliol de 2013) va ser una escriptora i periodista d'agència de notícies estatunidenca, també va ser membre del cos de premsa de la Casa Blanca (White House press corps) i columinista d'opinió. Treballà per la United Press i la seva successora a partir de 1958, la United Press International (UPI) durant 57 anys. Va ser una columnista per al Hearst Newspapers del 2000 fins al 2010. Va cobrir les administracions d'onze presidents dels Estats Units, des dels anys finals de la presidència de Dwight D. Eisenhower fins al segon any de l'administració de Barack Obama.
Thomas va ser la primera dona oficial del National Press Club, la primera dona membre i president de la White House Correspondents' Association i la primera dona membre del Gridiron Club. Va escriure sis llibres; el darrer amb Craig Crawfordcom coautor, va ser Listen Up, Mr. President: Everything You Always Wanted Your President to Know and Do (2009). Thomas es retirà del Hearst Newspapers el 7 de juny de 2010, a continuació dels seus controvertits comentaris sobre Israel i elconflicte israeliano-palestí.
Va néixer a Winchester, Kentucky, els seus pares eren immigrants provinents del Líban. Thomas va dir que el cognom del seu pare, "Antonious", va ser anglitzat com "Thomas" quan ell entrà als Estats Units a Ellis Island, i que els seus pares mai van aprendre a llegir o a escriure. Thomas es va criar principalment a Detroit, Michigan, on la seva família es va traslladar quan ella tenia 4 anys, i on el seu pare tenia una botiga de comestibles.